# Langbroich
Langbroich (Nederlands: Langbroek, Limburgs: Langbrook) is een ortsteil in de Duitse gemeente Gangelt in de deelstaat Noordrijn-Westfalen. Het ligt aan de Saeffeler Bach, circa vier kilometer ten noorden van Gangelt. Eind 2015 telde het dorp 656 inwoners.

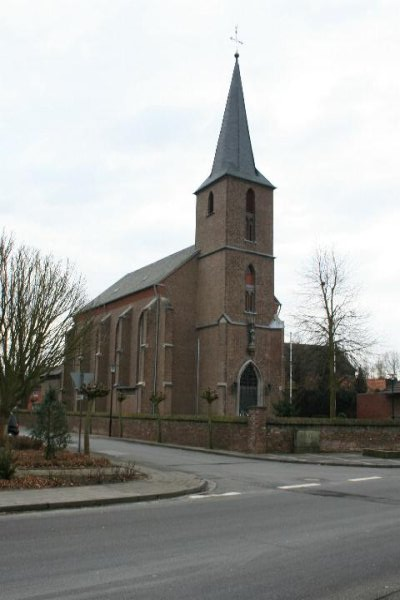
De Onze-Lieve-Vrouw-Onbevlekt-Ontvangenkerk
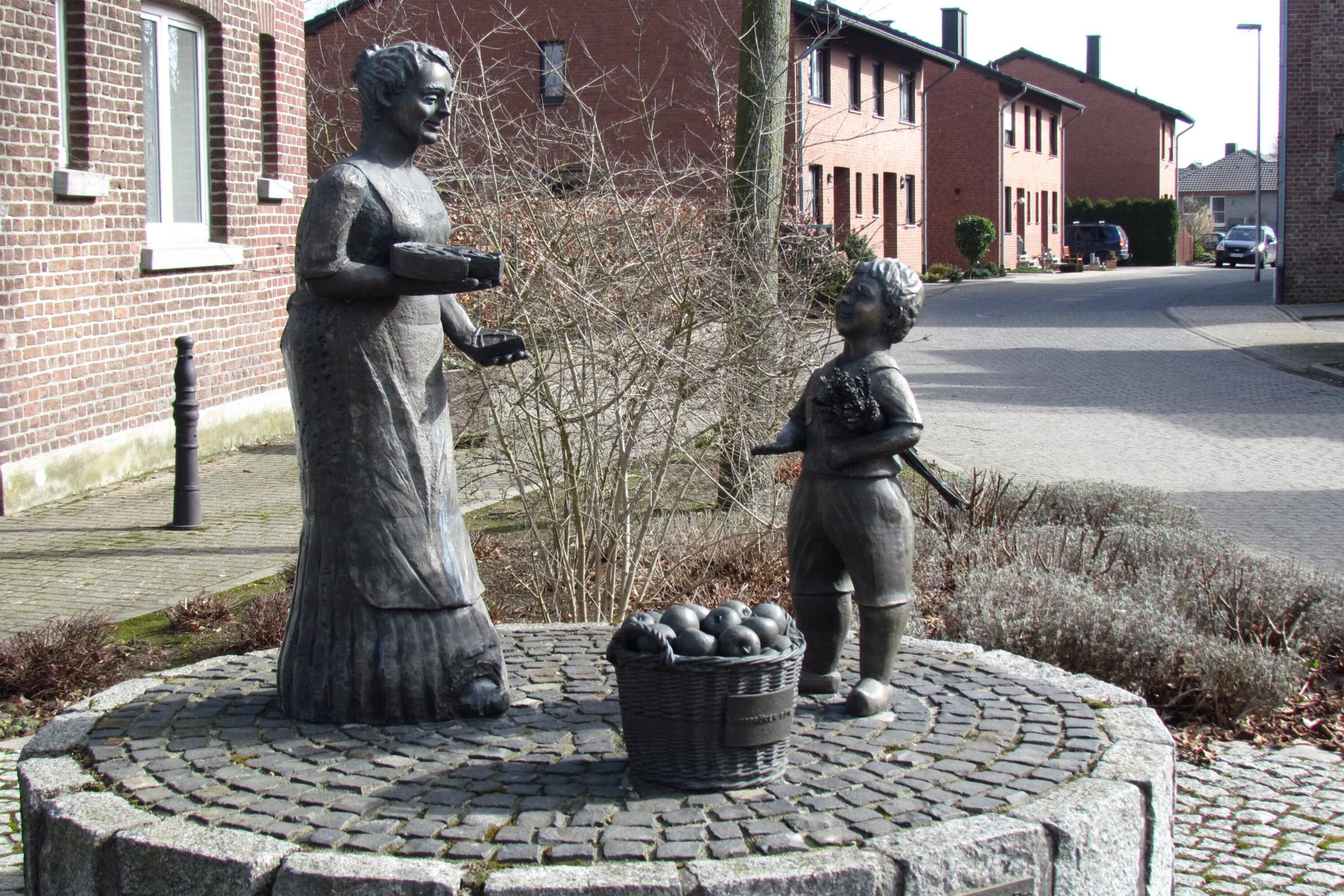
Sculptuur in het dorpscentrum
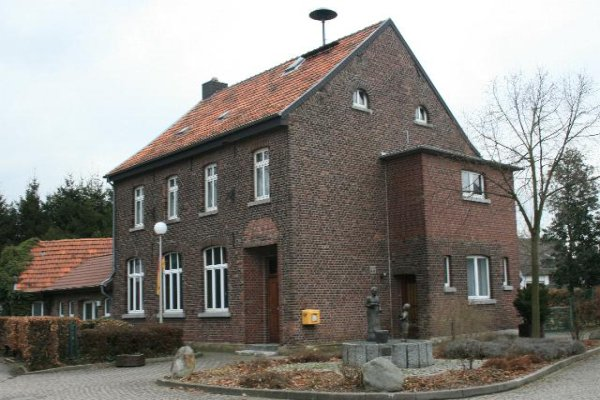
Voormalige school
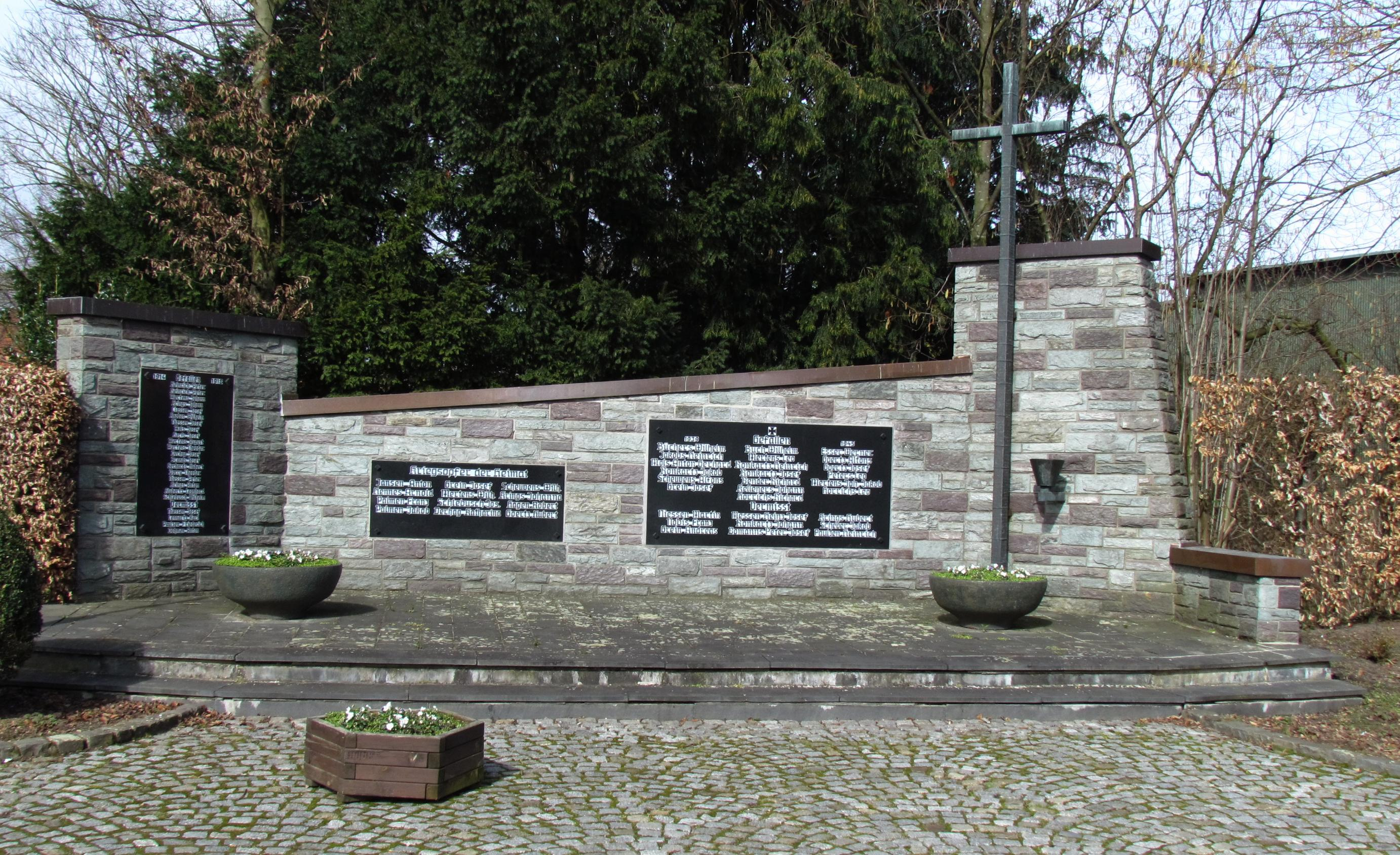
Oorlogsmonument

Birgden · Breberen · Broichhoven · Brüxgen · Buscherheide · Gangelt · Harzelt · Hastenrath · Hohenbusch · Kievelberg · Kreuzrath · Langbroich · Mindergangelt · Nachbarheid · Niederbusch · Schierwaldenrath · Schümm · Stahe · Vinteln

Kreis Heinsberg · Regierungsbezirk Keulen · Noordrijn-Westfalen